# Kladde
Kladde is een gehucht binnen de gemeente Bergen op Zoom, in de Nederlandse provincie Noord-Brabant. Binnen de gemeente is Kladde de kleinste kern.
De naam van de buurtschap werd in het verleden op verschillende wijzen geschreven. Genoemd worden De Klad, De Kladden en de Leemkladden. In het Aardrijkskundig Woordenboek van Van der Aa staat de buurtschap vermeld. Bij de uitgave van dit werk in 1845 omvatte De Kladde 37 huizen bewoond door 190 inwoners. "Ook is er eene school", meldde Van der Aa.
In 1851 werd de Kladse molen gebouwd. De laatste resten ervan werden gesloopt in 1990.
Stad: Bergen op Zoom      Dorpen: Halsteren · Lepelstraat

Buurtschappen: Heihoefke · Heimolen · Kijkuit · Kladde · Klutsdorp · Nieuwe Molen · Oude Molen · Slikkenburg · Spinolaberg · Vetterik · Waterkant · Zuidgeest

Noord-Brabant: Steden en dorpen      Nederland: Provincies · Gemeenten